# ハマグリ
ハマグリ（蛤、文蛤、蚌、浜栗、鮚、Meretrix lusoria、英:Asiatic hard clam）は、マルスダレガイ科に分類される二枚貝の1種である。食用として一般的な貝類の一つである。俳句文化においては春の季語の一つ。

## 呼称
標準和名の「ハマグリ」は、Meretrix lusoriaという単一の種を表す。ただし、この他にも様々な用法があるため、生物学や水産学関連の文書以外での「ハマグリ」「はまぐり」「蛤」などが何を指すのかが不明な場合も多く、注意が必要である。
古くは一般的な二枚貝類の総称として「ハマグリ」が使われた。和名構成の基幹ともなり、ベニハマグリ（バカガイ科）、ノミハマグリ（マルスダレガイ科ノミハマグリ属）など、「属」レベル・「科」レベルで異なる種に「○○ハマグリ」という標準和名が与えられることがある。
ハマグリ属の二枚貝はどれも外見が似ているため、水産市場や日常生活ではチョウセンハマグリやシナハマグリを含め、ハマグリと総称・混称される。実際、水産庁の「魚介類の名称のガイドラインについて」（平成19年7月）でも、ハマグリ属の総称として「ハマグリ」と呼んでもよいことになっている。また、ホンビノスガイ（一名・シロハマグリ）も「ハマグリ」と呼ぶことがある。なお、国内で流通するハマグリと呼ばれる貝は、事実上全部チョウセンハマグリまたはシナハマグリである。
和英辞典などでハマグリの訳語としてclamを当てるが（一例として）、clamはハマグリとイコールの概念ではない。和独辞典などでハマグリの訳語とされるVenusmuschelについても同様（Venusmuschelの訳語としてマルスダレガイを当てる独和辞典もある）。

## 分布
北海道南部から九州にかけての日本各地。朝鮮半島。台湾。中国大陸沿岸。
日本では干拓や埋め立て、海岸の護岸工事などによって生息地の浅海域が破壊されたため、1980年代には個体数が急激に減少した。少なくとも1980年代以降、瀬戸内海西部の周防灘の一部、有明海の一部などの局地的な生息地を除くほとんどの産地で絶滅状態になった。『千葉県レッドデータブック』でも本種は絶滅種 (EX) に指定されている。環境省の「第４次レッドリスト」では、絶滅危惧II類に指定されている（2012年）。

## 形態
殻は丸みを帯びた三角形。やや薄い。外套線湾入は極めて浅い。近縁種のシナハマグリに比べ、後背縁はやや直線的。殻長8.5センチメートル、殻高6センチメートル、殻幅3.5センチメートル。殻の表面は黄褐色で2本の放射帯を持つものが典型であるが、個体差が大きい。

## 生態
淡水の影響のある内湾の潮間帯から水深20メートルの砂泥底に生息。
産卵期は6-10月（ピークは8-9月）。2年で32ミリメートル、4年で44ミリメートル、5年で55ミリメートルまで成長する。寿命は少なくとも6年とされる。

## 人との関わり
日本では、縄文時代にはすでに利用していたと考えられており、貝塚からの出土事例もある。東京の中里貝塚から大量に出土したハマグリの貝殻を分析した北区飛鳥山博物館によると、資源管理（大きく育つまで待ってから採取する）や、干し貝にして内陸へ供給していた可能性がある。
以前は鹿島灘、九十九里浜、日向灘、石川県加賀海域が主要な産地であったが、水質汚染と干潟の大規模な埋立により水揚げは激減、近年では国内で流通するハマグリ類の3/4はチョウセンハマグリである。その一方、福岡県糸島市の加布里（かふり）湾のように、禁漁期間・区域の設定、小さな貝は放流するといった規制により、ハマグリの資源保護と高級ブランド化に成功している地域もある。

### 食品として
ハマグリは高級食材の一つで、大量に含まれる遊離アミノ酸が味に深みとコクを与える。殻付きの状態で潮汁、酒蒸し、焼き蛤など、剥き身として寿司、ハマグリ鍋、ハマグリ飯、ぬた、時雨煮など、利用範囲は広い。ただし、アサリやシジミ等と比較して価格が高いため、日常で食べる機会は少ない傾向にある。
生のハマグリはビタミンB1を分解してしまう酵素アノイリナーゼを含むため、一般に生食には向かない。

#### ハマグリのガソリン焼き

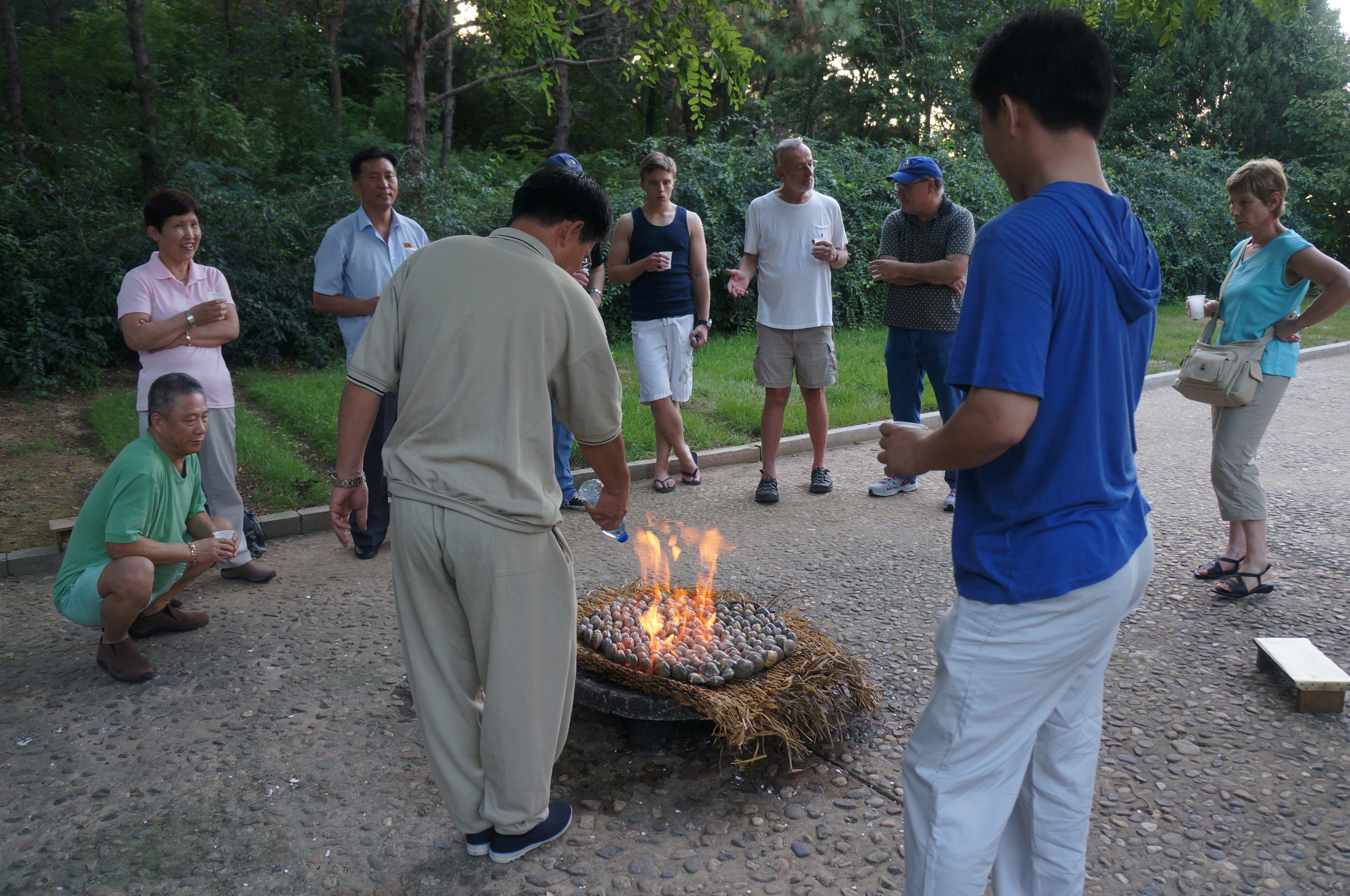
南浦市温泉郡龍岡温泉にて屋外でアルコールを燃料とした火で貝を焼く様子

朝鮮民主主義人民共和国南浦市の郷土料理・貝焼きは、屋外にて筵に敷き詰めたハマグリにガソリンをふりかけて火を点け、一気に焼き上げる一種のバーベキューである。急速燃焼されるため、完成時にはガソリン臭さは消滅する。
その豪快な調理方法のインパクトから国外にも模倣する人が少なくない。ガソリンの代わりにアルコールを使う調理もあり、こちらの方が調理としては上等なものとされる。平壌市には代わりにガスバーナーで焼いて提供するレストランも存在する。
発祥は諸説あるが、日本で放送されたテレビ番組『なるほど!ザ・ワールド』の1987年11月24日放送回において、この料理が南浦取材映像の中で取り上げられており、「苦難の行軍期（1994年 - 1998年）に物資不足の中で誕生した説」は完全に誤りである。
2020年代には190ヶ国で配信された韓国ドラマ『愛の不時着』に登場したことで全世界的に知られることとなった。

### 碁石の材料
囲碁に用いる碁石のうち、白石はハマグリの貝殻を用いる。日本各地に名産地があったが、ほとんど枯渇しており、メキシコなどから輸入した貝殻を加工している。

## ハマグリに関する文化
ハマグリは同一個体の殻でなければぴったりとかみ合わない。そこでハマグリは貞節の象徴とされ、結婚式やひな祭りでハマグリの吸い物が出されることも多い。貝合わせという古くからの遊戯もハマグリを使うことが多い。
語源は「浜の栗」から。また、「クリ」は石を意味する言葉だとする説もある。石が地中にあるように砂の中に生息する本種をクリと呼んだ。

### ハマグリに関する言葉

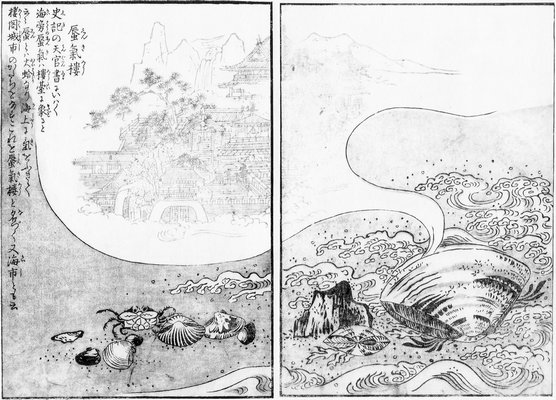
鳥山石燕 『今昔百鬼拾遺』に描かれた蜃気楼

ぐりはま
ハマグリの殻は向きを揃えないとぴったりと合わないことから、「はまぐり」を逆にした「ぐりはま」で「物事の手順・結果が食い違うこと。意味をなさなくなること」を表す。転訛して「ぐれはま」ともいう。
ぐれる
「ぐれはま」の「ぐれ」を動詞化したもの。「予期したことが食い違う・見込みが外れる。不良化する」ことを表す。
蜃気楼
「蜃」をおおはまぐりと解釈し、ハマグリが吐いた粘液の中に現れる楼閣とされることがある。

## 関連資料
- 日韓共同干潟調査団ハマグリプロジェクトチーム 「沈黙の干潟 - ハマグリを通して見るアジアの海と食の未来 (PDF) 」、『高木基金助成報告集』、Vol.1、2004年。